# Guercheville
 Guercheville  es una comuna y población de Francia, en la región de Isla de Francia, departamento de Sena y Marne, en el distrito de Fontainebleau y cantón de La Chapelle-la-Reine.
No está integrada en ninguna Communauté de communes u organismo similar.

## Demografía
| 320 | 267 | 304 | 319 | 403 | 370 | 401 | 386 | 394 | 373 | 384 | 375 | 361 | 347 | 362 | 350 | 353 | 326 | 297 | 280 | 278 | 280 | 257 | 227 | 228 | 200 | 202 | 201 | 175 | 180 | 189 | 233 | 285 |
| Para los censos de 1962 a 1999 la población legal corresponde a la población sin duplicidades (Fuente: INSEE [Consultar]) |     |     |     |     |     |     |     |     |     |     |     |     |     |     |     |     |     |     |     |     |     |     |     |     |     |     |     |     |     |     |     |     |